# Synagoge (Kielce)

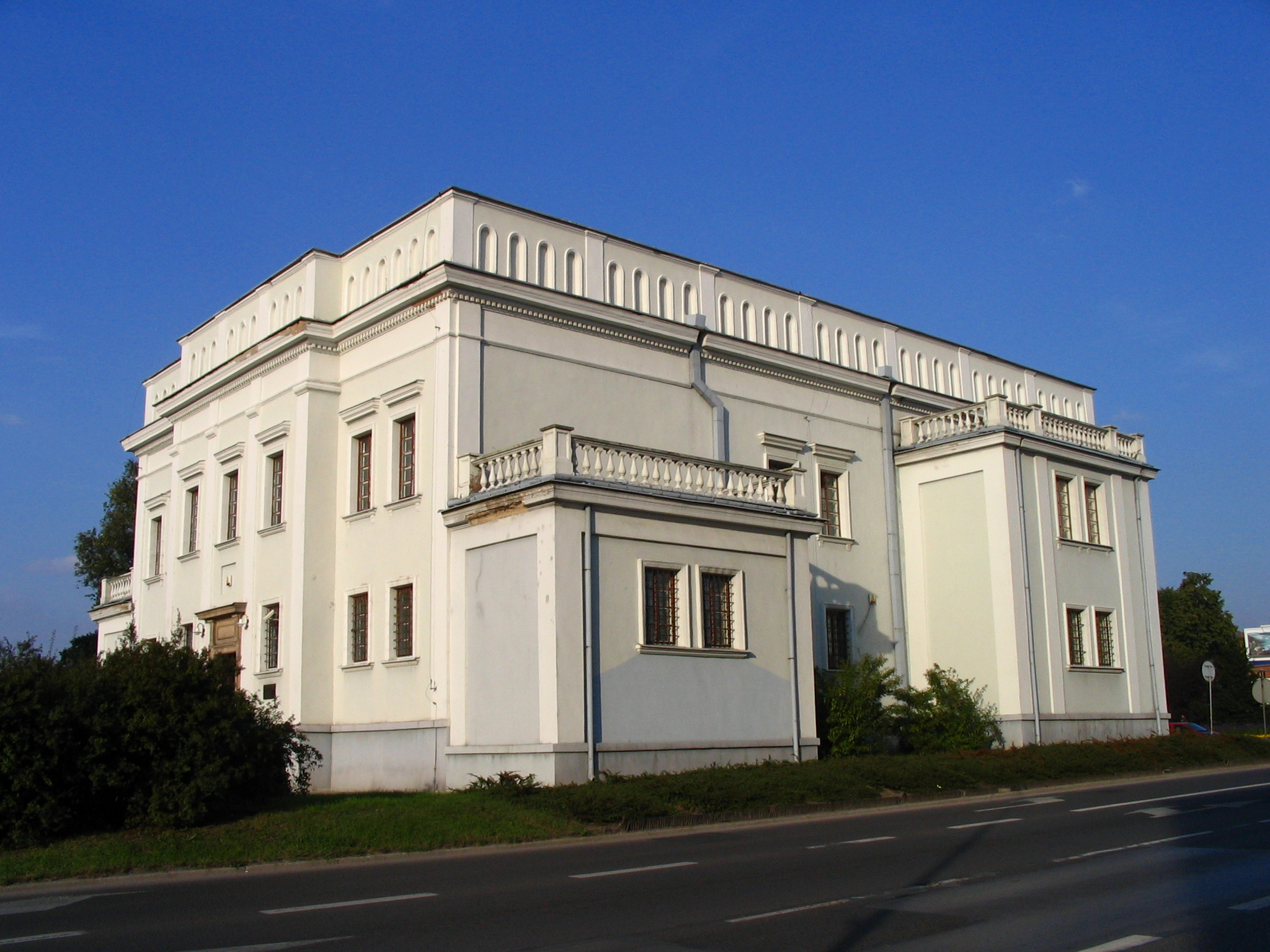
Synagoge Kielce (2006)

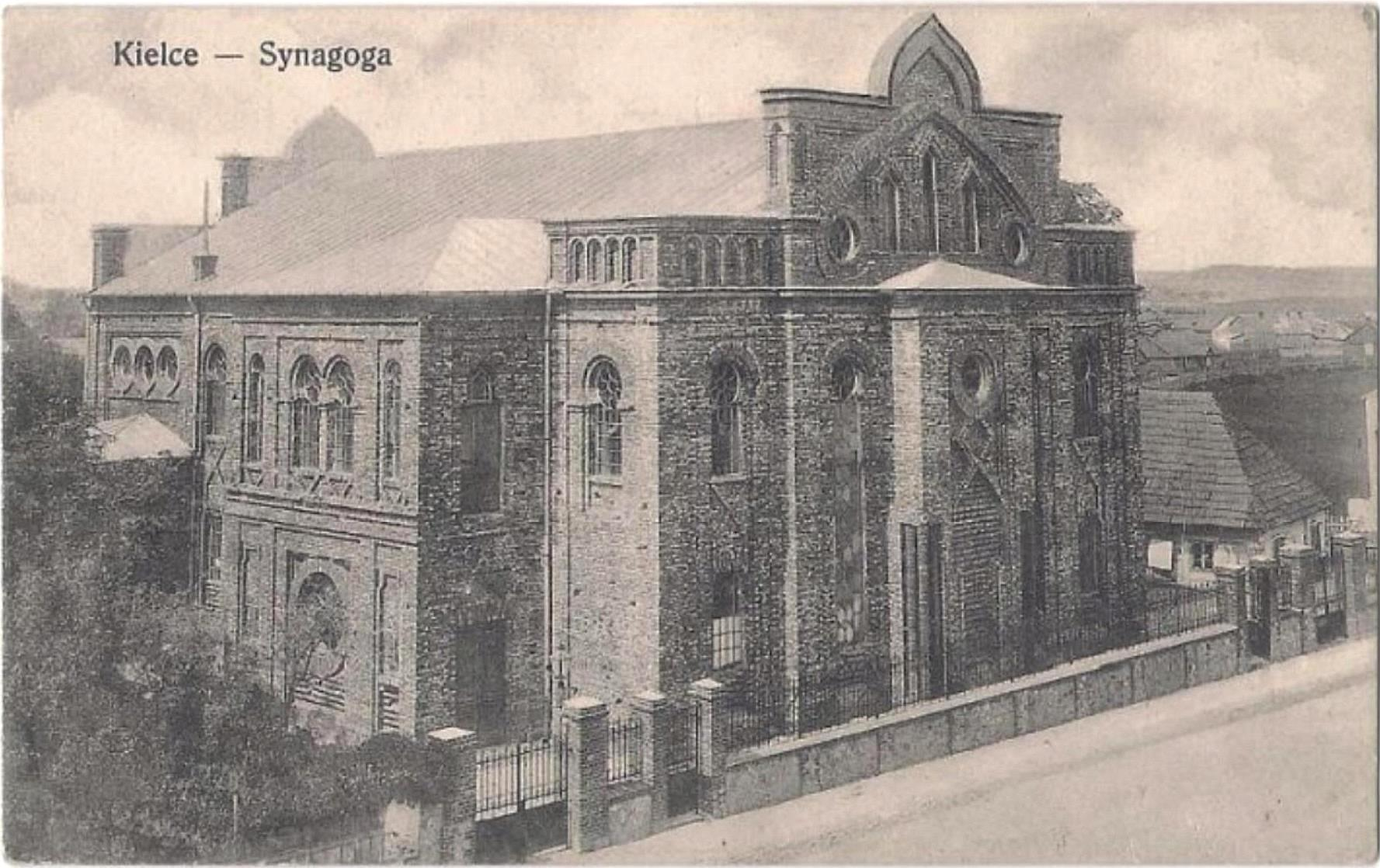
Synagoge Kielce vor dem Zweiten Weltkrieg

Die Synagoge in Kielce, der Hauptstadt der polnischen Woiwodschaft Heiligkreuz, wurde zu Beginn des 20. Jahrhunderts in maurisch-neuromanischem Stil erbaut. Die Planungen gingen auf eine Idee des örtlichen Industriellen Moses Pfefer (1856–1919) zurück. Der Bau der Synagoge, ausgeführt vom städtischen Architekten Stanisław Szpakowski (1868–1926), begann 1901 und wurde 1903 abgeschlossen. Im Zweiten Weltkrieg wurde die Synagoge von den Nationalsozialisten geschändet und in ein Gefängnis und ein Lager für gestohlenes jüdisches Eigentum umgewandelt. Nach Kriegsende wurde das Gebäude in Brand gesetzt. Es stand bis 1951 leer und wird seither als Staatsarchiv genutzt. Die angrenzende Mikwe und das Haus des Rabbiners wurden in den 1970er Jahren abgerissen. In staatlichem Besitz wurde das Gebäude erneuert, wobei das ursprüngliche Satteldach eingeebnet wurde. Seit 1987 ist das Gebäude ein geschütztes Kulturdenkmal. Anlässlich des 50. Jahrestages des Pogroms von Kielce wurden 1996 die Innenräume und die Fassade renoviert.
In unmittelbarer Nähe der Synagoge erinnert eine Gedenktafel auf einem Findling an die 27.000 Opfer des Ghettos Kielce, die von den deutschen Besatzern im Vernichtungslager Treblinka und in anderen Todeslagern ermordet wurden.